# Nikołaj Ekk (chirurg)
Nikołaj Władimirowicz Ekk (ros. Николай Владимирович Экк, ur. w listopadzie 1849, zm. 20 marca?/2 kwietnia 1908 w Petersburgu) – rosyjski lekarz, chirurg. Jako pierwszy przeprowadził doświadczenie, w którym wykonał zespolenie między żyłą wrotną a żyłą główną dolną z ominięciem krążenia wrotnego (tzw. przetoka Ecka).
Syn petersburskiego profesora medycyny Władimira Jegorowicza Ekka (1818–1875). Od 1866 do 1871 studiował na Akademii Medyko-Chirurgicznej w Sankt Petersburgu, studia ukończył nagrodzony złotym medalem i nagrodą prof. Busza. Po studiach praktykował jako stażysta w klinice terapeutycznej prowadzonej przez ojca. Od 1872 służył w armii jako lekarz wojskowy, brał m.in. udział w wojnie rosyjsko-tureckiej 1877–1878. Pracował też w laboratorium Tarchanowa.
W 1888 otrzymał tytuł doktora. Od 1897 do 1908 prowadził własną praktykę w Sankt Petersburgu. Zmarł w 1908 roku, pochowany jest na Cmentarzu Nowodziewiczym w Petersburgu.

## Wybrane prace
- К вопросу о перевязке воротной вены. Предварительное сообщение. Военно-медицинский журнал 130, с. 1-2 (1877)
- О чрезмерной смертности в России и необходимости оздоровления. Международная клиника 5 (3-4), с. 1-41 (1886)